# Century City
Century City is een luxe wijk in Los Angeles, gebouwd na 1961 op een groot gedeelte van de oude 20th Century Fox Studios (waar het gebied zijn naam ook vandaan heeft). De studiofaciliteiten van Fox zijn nog steeds in het gebied gevestigd (een van de grootste werkgevers in het gebied) en tevens het administratieve hoofdkantoor van Metro-Goldwyn-Mayer is hier gevestigd.

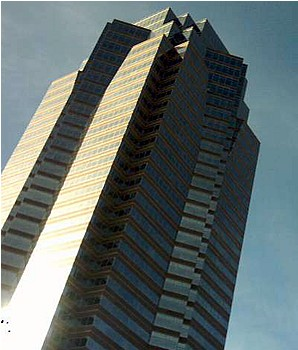
Fox Plaza

Kenmerkend voor Century City is de hoogbouw, dit omdat Los Angeles relatief weinig hoogbouw kent naast Downtown LA (het centrum).
Century City ligt tevens tegen Beverly Hills en er is een groot winkelcentrum gevestigd (Westfield Shopping Town). Midden in Century City staan twee wolkenkrabbers, die na de aanslag van 11 september 2001 ook als mogelijk doelwit gezien werden. Ook het Century Plaza Hotel, waar verschillende Amerikaanse presidenten overnacht hebben, ligt midden in deze wijk.